# باسو روبليس (كاليفورنيا)
باسو روبليس (بالإنجليزية: Paso Robles)‏ هي إحدى مدن مقاطعة سان لويس أوبيسبو، كاليفورنيا. تم إعطاءها لقب مدينة في 11 مارس، 1889.

## التركيبة السكانية
حدّد مكتب تعداد الولايات المتحدة بيانات التركيبة السكانية لباسو روبليس في تعداد الولايات المتحدة. في ما يلي، التركيبة السكانية حسب تعدادي 2000 و2010.

### تعداد عام 2000
بلغ عدد سكان باسو روبليس 24,297 نسمة بحسب تعداد عام 2000، وبلغ عدد الأسر 8,556 أسرة وعدد العائلات 6,042 عائلة مقيمة في المدينة. في حين سجلت الكثافة السكانية 477.2 نسمة لكل كيلومتر مربع (1,235.9/ميل2). وبلغ عدد الوحدات السكنية 8,791 وحدة بمتوسط كثافة قدره 172.6 لكل كيلومتر مربع (447.0/ميل2).
وتوزع التركيب العرقي للمدينة بنسبة 75.70% من البيض و3.32% من الأمريكيين الأفارقة و1.30% من الأمريكيين الأصليين و1.89% من الأمريكيين ذوي الأصول الآسيوية و0.14% من سكان جزر المحيط الهادئ و13.68% من الأعراق الأخرى و3.97% من عرقين مختلطين أو أكثر و27.72% من الهسبانيون أو اللاتينيون من أي عرق.
بلغ عدد الأسر 8,556 أسرة كانت نسبة 40.5% منها لديها أطفال تحت سن الثامنة عشر تعيش معهم، وبلغت نسبة الأزواج القاطنين مع بعضهم البعض 53.4% من أصل المجموع الكلي للأسر، ونسبة 12.5% من الأسر كان لديها معيلات من الإناث دون وجود شريك،  بينما كانت نسبة 4.7% من الأسر لديها معيلون من الذكور دون وجود شريكة وكانت نسبة 29.4% من غير العائلات. تألفت نسبة 23.7% من أصل جميع الأسر من عدة أفراد يعيشون في نفس المنزل ونسبة 11.4% كانت تتألف من شخص يعيش بمفرده يبلغ من العمر 65 عاماً أو أكثر. وبلغ متوسط حجم الأسرة المعيشية 2.73، أما متوسط حجم العائلات فبلغ 3.23.
بلغ العمر الوسطي للسكان 33.0 عاماً. وكانت نسبة 28.4% من القاطنين تحت سن الثامنة عشر، وكانت نسبة 8.5% بين الثامنة عشر والرابعة والعشرين عاماً، ونسبة 27.5% كانت واقعةً في الفئة العمرية ما بين الخامسة والعشرين والرابعة والأربعين عاماً، ونسبة 18.5% كانت ما بين الخامسة والأربعين والرابعة والستين، ونسبة 13.2% كانت ضمن فئة الخامسة والستين عاماً فما فوق. يوجد لكل 100 أنثى 96.3 ذكر، ويوجد لكل 100 أنثى في الثامنة عشر من عمرها فما فوق 92.4 ذكر.
بلغ متوسط دخل الأسرة في المدينة 39,217 دولارًا، أما متوسط دخل العائلة فبلغ 44,322 دولارًا. وكان متوسط دخل الذكور 35,514 دولارًا مقابل 24,058 دولارًا للإناث. وسجل دخل الفرد الخاص بالمدينة 17,974 دولارًا. وكانت نسبة 10.7% من العائلات ونسبة 13.6% من السكان تحت خط الفقر، وكان من هؤلاء نسبة 18.2% تحت سن الثامنة عشر ونسبة 9.7% في الخامسة والستين من العمر وما فوق.

### تعداد عام 2010
بلغ عدد سكان باسو روبليس 29,793 نسمة بحسب تعداد عام 2010، وبلغ عدد الأسر 10,833 أسرة وعدد العائلات 7,669 عائلة مقيمة في المدينة. في حين سجلت الكثافة السكانية 585.1 نسمة لكل كيلومتر مربع (1,515.4/ميل2). وبلغ عدد الوحدات السكنية 11,426 وحدة بمتوسط كثافة قدره 224.4 لكل كيلومتر مربع (581.2/ميل2).
وتوزع التركيب العرقي للمدينة بنسبة 77.73% من البيض و2.09% من الأمريكيين الأفارقة و1% من الأمريكيين الأصليين و1.99% من الأمريكيين ذوي الأصول الآسيوية و0.19% من سكان جزر المحيط الهادئ و13.14% من الأعراق الأخرى و3.86% من عرقين مختلطين أو أكثر و34.49% من الهسبانيون أو اللاتينيون من أي عرق.
بلغ عدد الأسر 10,833 أسرة كانت نسبة 37.9% منها لديها أطفال تحت سن الثامنة عشر تعيش معهم، وبلغت نسبة الأزواج القاطنين مع بعضهم البعض 52.8% من أصل المجموع الكلي للأسر، ونسبة 12.4% من الأسر كان لديها معيلات من الإناث دون وجود شريك،  بينما كانت نسبة 5.6% من الأسر لديها معيلون من الذكور دون وجود شريكة وكانت نسبة 29.2% من غير العائلات. تألفت نسبة 22.9% من أصل جميع الأسر من عدة أفراد يعيشون في نفس المنزل ونسبة 11% كانت تتألف من شخص يعيش بمفرده يبلغ من العمر 65 عاماً أو أكثر. وبلغ متوسط حجم الأسرة المعيشية 2.73، أما متوسط حجم العائلات فبلغ 3.19.
بلغ العمر الوسطي للسكان 35.3 عاماً. وكانت نسبة 26.3% من القاطنين تحت سن الثامنة عشر، وكانت نسبة 9.5% بين الثامنة عشر والرابعة والعشرين عاماً، ونسبة 26.4% كانت واقعةً في الفئة العمرية ما بين الخامسة والعشرين والرابعة والأربعين عاماً، ونسبة 24.4% كانت ما بين الخامسة والأربعين والرابعة والستين، ونسبة 13.4% كانت ضمن فئة الخامسة والستين عاماً فما فوق. وتوزع التركيب الجنسي للسكان بنسبة 48.7% ذكور و51.3% إناث.

## المناخ
يظهر الجدول التالي التغييرات المناخية على مدار السنة لباسو روبليس:
| البيانات المناخية لـباسو روبليس     | البيانات المناخية لـباسو روبليس | البيانات المناخية لـباسو روبليس | البيانات المناخية لـباسو روبليس | البيانات المناخية لـباسو روبليس | البيانات المناخية لـباسو روبليس | البيانات المناخية لـباسو روبليس | البيانات المناخية لـباسو روبليس | البيانات المناخية لـباسو روبليس | البيانات المناخية لـباسو روبليس | البيانات المناخية لـباسو روبليس | البيانات المناخية لـباسو روبليس | البيانات المناخية لـباسو روبليس | البيانات المناخية لـباسو روبليس |
| الشهر                               | يناير                           | فبراير                          | مارس                            | أبريل                           | مايو                            | يونيو                           | يوليو                           | أغسطس                           | سبتمبر                          | أكتوبر                          | نوفمبر                          | ديسمبر                          | المعدل السنوي                   |
| ----------------------------------- | ------------------------------- | ------------------------------- | ------------------------------- | ------------------------------- | ------------------------------- | ------------------------------- | ------------------------------- | ------------------------------- | ------------------------------- | ------------------------------- | ------------------------------- | ------------------------------- | ------------------------------- |
| الدرجة القصوى °ف (°م)               | 82 (28)                         | 85 (29)                         | 91 (33)                         | 100 (38)                        | 110 (43)                        | 115 (46)                        | 115 (46)                        | 117 (47)                        | 112 (44)                        | 108 (42)                        | 95 (35)                         | 87 (31)                         | 117 (47)                        |
| متوسط درجة الحرارة الكبرى °ف (°م)   | 61.2 (16.2)                     | 63.8 (17.7)                     | 67.9 (19.9)                     | 73.1 (22.8)                     | 80.2 (26.8)                     | 86.2 (30.1)                     | 91.2 (32.9)                     | 91.7 (33.2)                     | 88.3 (31.3)                     | 79.9 (26.6)                     | 68.0 (20.0)                     | 60.6 (15.9)                     | 76.1 (24.5)                     |
| متوسط درجة الحرارة الصغرى °ف (°م)   | 33.4 (0.8)                      | 36.8 (2.7)                      | 39.6 (4.2)                      | 40.9 (4.9)                      | 45.6 (7.6)                      | 49.3 (9.6)                      | 52.6 (11.4)                     | 51.8 (11.0)                     | 48.6 (9.2)                      | 42.8 (6.0)                      | 36.5 (2.5)                      | 32.3 (0.2)                      | 42.5 (5.8)                      |
| أدنى درجة حرارة °ف (°م)             | 0 (−18)                         | 13 (−11)                        | 20 (−7)                         | 24 (−4)                         | 30 (−1)                         | 31 (−1)                         | 34 (1)                          | 32 (0)                          | 28 (−2)                         | 19 (−7)                         | 14 (−10)                        | 7 (−14)                         | 0 (−18)                         |
| الهطول إنش (مم)                     | 3.30 (84)                       | 3.23 (82)                       | 2.78 (71)                       | 0.89 (23)                       | 0.31 (7.9)                      | 0.03 (0.76)                     | 0.01 (0.25)                     | 0.04 (1.0)                      | 0.21 (5.3)                      | 0.72 (18)                       | 1.27 (32)                       | 2.41 (61)                       | 15.20 (386)                     |
| متوسط أيام هطول الأمطار (≥ 0.01 in) | 8.4                             | 9.3                             | 7.5                             | 4.1                             | 1.4                             | 0.6                             | 0.3                             | 0.2                             | 1.1                             | 2.8                             | 4.9                             | 7.8                             | 48.4                            |
| المصدر #1: NOAA (1981–2010 normals) |                                 |                                 |                                 |                                 |                                 |                                 |                                 |                                 |                                 |                                 |                                 |                                 |                                 |
| المصدر #2:                          |                                 |                                 |                                 |                                 |                                 |                                 |                                 |                                 |                                 |                                 |                                 |                                 |                                 |

## أعلام
- راندال ريد
- ديوي لايلي
- بايرون غينتري
- هنري غلاس
- كينج فيدور